# Blackshine
Blackshine ist eine schwedische Metal-Band aus Stockholm, die im Jahr 1988 unter dem Namen Hetsheads gegründet wurde.

## Geschichte
Die Band wurde im Jahr 1988 von Sänger und Gitarrist Anders Strokirk, Gitarrist Joakim Stabel, Bassist Fredrik Holmberg und Schlagzeuger Anders Freimanis 1988 unter dem Namen Hetsheads gegründet. Nachdem sie genügend Lieder entwickelt hatte und 1991 bereits ein Demo veröffentlicht hatte, folgte im Jahr 1994 über Repulse Records ihr Debütalbum We Hail the Possessed…. Danach änderte die Band ihren Namen in Blackshine und unterzeichnete einen Vertrag bei GUN Records, bei dem das Album Our Pain Is Your Pleasure, von dem ehemaligen Tiamat- und Lithium-Bassisten Johnny Hagel produziert, veröffentlicht wurde. Vor der Veröffentlichung trat die Band erstmals in Deutschland auf.
Nachdem das Album veröffentlicht worden war, folgte eine Tour mit U.D.O. durch Europa und anschließend mit Bruce Dickinson durch Skandinavien. Etwa zu diesem Zeitraum verließ Schlagzeuger Freimanis die Band und wurde durch Hakan Erisson ersetzt. Dieser war auch bei den Aufnahmen im Frühjahr 2001 für das Album Soulless & Proud zu hören. Im Sommer des Jahres spielte die Band auf dem Wacken Open Air und hielten mit Entombed eine Tour durch Schweden. Im Folgejahr wurde dann über SPV Soulless & Proud veröffentlicht.
Im Oktober 2002 war eine Tour mit In Flames durch Deutschland geplant, jedoch wurde Blackshine durch Soilwork ersetzt. Daher spielte die Band stattdessen als Vorband für Lacuna Coil und Sentenced. Als neuer Schlagzeuger war nun Stefan „Stipen“ Carlsson in der Band vertreten. Danach arbeitete die Band an einem neuen Album und nahm dies unter dem Namen Lifeblood auf. Da sich die Gruppe von SPV getrennt hatte, schaute sich die Band nach einem neuen Label um. Nach den Aufnahmen verließ Carlsson die Band wieder und wurde durch Chris Barkensjö (Kaamos) ersetzt. Im Jahr 2006 erschien das Album bei Dockyard 1. 2012 veröffentlichten sie ihr viertes Studioalbum, Soul Confusion.

## Stil
Die Band spielt eine Mischung aus Gothic Metal, Death ’n’ Roll und Thrash Metal und kann stellenweise mit Bands wie Possessed verglichen werden.

## Diskografie
als Hetsheads
- 1991: Remonstrating the Preserver (Demo, Eigenveröffentlichung)
- 1994: We Hail the Possessed… (Album, Repulse Records)

als Blackshine
- 1994: Demo 1994 (Demo, Eigenveröffentlichung)
- 1996: II (Demo, Eigenveröffentlichung)
- 1997: Our Pain Is Your Pleasure (Album, GUN Records)
- 2002: Soulless & Proud (Album, SPV)
- 2006: Lifeblood (Album, Dockyard 1)
- 2012: Soul Confusion (Album, Eigenveröffentlichung)